# Leptoneta ciaisensis
Leptoneta ciaisensis är en spindelart som beskrevs av Dresco 1987. Leptoneta ciaisensis ingår i släktet Leptoneta och familjen Leptonetidae.
Artens utbredningsområde är Frankrike. Inga underarter finns listade i Catalogue of Life.